# Postcards from London
Postcards from London je britský dramatický film z roku 2018, který režíroval Steve McLean. Snímek měl premiéru na filmovém festivalu Queer v Melbourne 17. září 2018.

## Děj
Pohledný a nadaný Jim se vydává z Essexu do Londýna, aby zde začal nový život. Když spatří v Národní galerii obraz Tiziana, je jím fascinován a omdlí. Vydá se do Soho, kde je hned první noc okraden. Naštěstí ale najde útočiště u skupiny mladíků, kteří pracují jako společníci pro bohaté starší muže. David, Jesus, Marcello a Victor povzbuzují ke studiu dějin umění, aby mohl se svými klienty konverzovat. Jimův první klient píše knihu o Caravaggiovi. Když se Jim podívá na jeho obraz, omdlí a v představách vidí sebe jako mrtvého Krista na obraze. Jeho dalším klientem je starý muž, který se stylizuje do role Diokleciána a Jim představuje svatého Šebastiána. Malíř jménem Max chce, aby se Jim stal jeho múzou a oživil tak jeho uměleckou kariéru. Jimovi přátelé si dělají starosti, že stále omdlévá a tak ho pošlou k psychiatričce. Na sezení jí vysvětlí, že když vidí krásu, stane se její součástí. Vidí-li obraz Krista, cítí jeho utrpení. Doktorka mu ukáže obraz Hudebníci od Caravaggia. Jim slyší hudbu a omdlí. Vidí sebe a své kamarády na obraze v Římě v roce 1595. Umělec se objeví a pokárá chlapce za to, že spolu mluví, zatímco se je snaží namalovat. Když se Jim probudí, mluví, jako by umělce osobně znal. Doktorka zjistí, že Jim trpí Stendhalovým syndromem, vzácnou psychosomatickou poruchou, která mu způsobuje halucinace a mdloby. Jim jednoho dne potkává Paula, který byl členem skupiny před jeho příchodem. Paul se doslechl o jeho talentu, který ale Jim považuje za prokletí. Jimovi přátelé ho před Paulem varují, ale on se od nich odloučí. Paul přesvědčí Jima, že jeho talent je službou uměleckému světu a že dostane dobře zaplaceno. Spolu s kurátorkou mu ukazují jeden obraz za druhým. S každým mistrovským dílem ale Jim trpí a omdlévá. Nakonec spolupráci odmítne. Čtyři přátelé si mezitím najdou nového společníka. 

### Obsazení
| Harris Dickinson     | Jim        |
| Richard Durden       | Max        |
| Jonah Hauer-King     | David      |
| Alessandro Cimadmore | Jesus      |
| Leonardo Salerni     | Marcello   |
| Raphael Desprez      | Victor     |
| Silas Carson         | George     |
| Leemore Marrett      | Paul       |
| Stephen Boxer        | Stuart     |
| Trevor Cooper        | Tony       |
| Ben Cura             | Caravaggio |